# Секретные материалы
«Секре́тные материа́лы» (англ. The X-Files) — американский научно-фантастический телесериал, созданный Крисом Картером. Показ стартовал 10 сентября 1993 года и завершился 21 марта 2018 года. За это время были сняты 218 серий. Сериал был хитом канала Fox; его символика и теглайны: «The Truth Is Out There» (рус. Истина где-то рядом или рус. Истина где-то там), «Trust No One» (рус. Не доверяй никому), «I Want to Believe» (рус. Я хочу верить) — были особенно популярны в поп-культуре 1990-х. Следуя веянию времени, ключевые сюжетные темы «Секретных материалов» основываются на недоверии общества к правительству, затрагивают теорию заговора и сосредоточены на попытках раскрыть информацию о существовании внеземных цивилизаций. Около 50 эпизодов сериала были написаны Фрэнком Спотницем.
В сериале спецагенты ФБР Фокс Малдер и Дана Скалли работают в отделе «Секретные материалы», специализирующемся на странных нераскрытых делах, связанных с паранормальными явлениями. Малдер верит в существование инопланетян и прочие сверхъестественные вещи, в то время как Скалли, по своей натуре являясь скептиком, пропагандирует во всём научный подход и зачастую не соглашается с гипотезами своего напарника. Между персонажами развивается тесная связь, начинающаяся как платоническая дружба и оканчивающаяся романтическими отношениями. В дополнение к основной сюжетной линии примерно две трети сериала составляют истории о так называемых «монстрах недели». В этих автономных эпизодах спецагенты расследуют странные преступления, которые зачастую не имеют долгосрочного влияния на основные темы сериала. В восьмом и девятом сезоне центральное место в сериале занимает Джиллиан Андерсон, в то время как Дэвид Духовны появляется лишь эпизодически. В фильм введено два новых персонажа: Джон Доггетт в исполнении Роберта Патрика и Моника Рейс в исполнении Аннабет Гиш.
На основе сериала было снято два полнометражных фильма: «Секретные материалы: Борьба за будущее», выпущенный в 1998 году, и «Секретные материалы: Хочу верить» 2008 года. Также был выпущен спин-офф «Одинокие стрелки». К моменту окончания сериал «Секретные материалы» стал самым продолжительным научно-фантастическим сериалом в истории телевизионного вещания США, хотя впоследствии он был превзойдён такими проектами, как «Звёздные врата: SG-1» и «Тайны Смолвиля».
24 марта 2015 года, спустя тринадцать лет после закрытия, телеканал Fox объявил о возвращении «Секретных материалов» с новым сезоном из шести эпизодов, съёмки которых прошли летом 2015 года. Премьера десятого сезона состоялась 24 января 2016 года.
24 октября 2016 года сериал был продлён на одиннадцатый сезон, который состоит из десяти серий. Премьера состоялась 3 января 2018 года, показ завершился 21 марта того же года.

## Сюжет
| Сезон | Сезон             | Эпизоды           | Оригинальная дата показа | Оригинальная дата показа | Рейтинг Нильсена    | Рейтинг Нильсена |
| Сезон | Сезон             | Эпизоды           | Премьера сезона          | Финал сезона             | Зрители в США (млн) | Ранг             |
| ----- | ----------------- | ----------------- | ------------------------ | ------------------------ | ------------------- | ---------------- |
|       | 1                 | 24                | 10 сентября 1993         | 13 мая 1994              | н/д                 | 111              |
|       | 2                 | 25                | 16 сентября 1994         | 19 мая 1995              | 14.50               | 63               |
|       | 3                 | 24                | 22 сентября 1995         | 17 мая 1996              | 15.40               | 55               |
|       | 4                 | 24                | 4 октября 1996           | 18 мая 1997              | 19.20               | 20               |
|       | 5                 | 20                | 2 ноября 1997            | 17 мая 1998              | 19.80               | 11               |
|       | Борьба за будущее | Борьба за будущее | 19 июня 1998             | 19 июня 1998             | н/д                 | н/д              |
|       | 6                 | 22                | 8 ноября 1998            | 16 мая 1999              | 17.20               | 12               |
|       | 7                 | 22                | 7 ноября 1999            | 21 мая 2000              | 14.20               | 29               |
|       | 8                 | 21                | 5 ноября 2000            | 20 мая 2001              | 13.93               | 31               |
|       | 9                 | 20                | 11 ноября 2001           | 19 мая 2002              | 9.10                | 63               |
|       | Хочу верить       | Хочу верить       | 24 июля 2008             | 24 июля 2008             | н/д                 | н/д              |
|       | 10                | 6                 | 24 января 2016           | 22 февраля 2016          | 13.60               | 7                |
|       | 11                | 10                | 3 января 2018            | 21 марта 2018            | 5.34                | 91               |

Сериал «Секретные материалы» повествует о работе и личной жизни специальных агентов Федерального Бюро Расследований Фокса Малдера и Даны Скалли. Малдер — талантливый сыщик, твёрдо верящий во всё сверхъестественное, в том числе в существование разумной внеземной жизни и её присутствие на планете Земля. Из-за подобных убеждений сослуживцы прозвали его «Spooky» (рус. Призрак) и отправили в непопулярный отдел X-Files, специализирующийся на загадочных нераскрытых преступлениях. Его вера в паранормальные явления проистекает из многолетнего опыта, который начинается с похищения сестры Саманты (англ. Samantha) инопланетянами. Этот инцидент становится главной движущей силой в его карьере. На протяжении всего действия Малдер ищет истину, скрываемую государством, и в то же время пытается сохранить объективность в своих поисках. В этом ему помогает его напарница, агент Скалли. Как врач по образованию, будучи по натуре скептиком, Дана зачастую предлагает научную точку зрения, суть которой заключается в логическом и разумном объяснении паранормальных явлений. Хотя она и представляет альтернативу мнению Малдера, Скалли редко может полностью опровергнуть его теории, из-за чего в течение сериала мировоззрение Даны несколько изменяется. Параллельно проводящимся расследованиям, на протяжении большей части сериала между Малдером и Скалли возникают и развиваются дружеские отношения, позже перерастающие в романтические.
Основная часть истории сосредотачивается на усилиях спецагентов, направленных на раскрытие правительственного заговора. Таинственные люди из теневой части Правительства США, известные как Синдикат (англ. The Syndicate), или Консорциум, скрывают существование НЛО и связи политической элиты с инопланетянами. Представители Синдиката выступают в качестве основных негативных персонажей, чья задача — контроль над человечеством. Наиболее активным членом Консорциума является Курильщик (англ. Cigarette Smoking Man), безжалостный убийца и властный политик, главный антагонист сериала.
После того как Малдера похищают инопланетяне, к основным действующим лицам сериала присоединяются Джон Доггетт и Моника Рейс, которые помогают Скалли найти своего напарника. Первый блок сезонов (1—9) оканчивается тем, что спасённый Малдер попадает под военный трибунал за проникновение на сверхсекретный военный объект, где он обнаружил планы инопланетного вторжения и колонизации Земли. Его признают виновным, но Малдер избегает наказания, пустившись в бега благодаря помощи Скиннера, Догетта и других агентов.
Основной сюжетной нитью второго блока (10 и 11 сезоны) является противостояние Малдера и Скалли с Курильщиком, готовящим всемирную пандемию смертельно опасного рукотворного вируса на основе инопланетной ДНК, а также поискам и защите Уильяма, сына Даны и Фокса. В финальных кадрах последней серии 11-го сезона Курильщик на пирсе стреляет в Уильяма, который падает в воду, после чего Малдер убивает Курильщика, и вместе со Скалли оплакивает гибель сына, но Уильям выныривает из воды на значительном удалении от места падения. Финал не исключает продолжения франшизы.

## Структура серий
Я безумно устал от людей, которые спрашивают, верю ли я в то, что показано в «Секретных материалах». Чёрт, они же не спрашивают чуваков из «Скорой помощи», верят ли они в эвтаназию.
Серии «Секретных материалов» делятся на два вида. Часть из них относится к основной сюжетной линии, называемой «мифологией сериала», которая на протяжении всех сезонов ведёт к своему логическому завершению и повествует о том, как Малдер и Скалли пытаются раскрыть тайны секретной правительственной организации, располагающей фактами о прибытии на Землю инопланетных цивилизаций. Подавляющее большинство других серий «Секретных материалов», которые называют «монстрами недели», рассказывают об отдельных расследованиях Малдера и Скалли, как правило не связанных с «мифологией». Тем не менее некоторые «монстры недели» могут быть косвенно связаны с сюжетными линиями «мифологии», например в том, что касается заговоров и интриг внутри ФБР и правительства США, личной жизни главных героев и второстепенных персонажей, ключевых именно для «мифологии». Поэтому для всестороннего понимания и оценки художественной ценности сериала необходимо смотреть все его серии и даже несколько абстрагироваться от какого-либо разделения на «мифологические» и «немифологические».

## История создания

### Замысел
Создателем и шоураннером сериала стал Крис Картер. Ему была предоставлена возможность выпускать новые шоу для телесети Fox в начале 1990-х годов. В 1992 году он написал сценарий пилотного эпизода.
Первоначальное предложение Картера «Секретных материалов» было отклонено руководством Fox.
В начале 1990-х годов сериал «Твин Пикс» оказал большое влияние на мрачную атмосферу сериала и её часто сюрреалистическое сочетание драмы и иронии. Продюсеры и сценаристы также цитировали кинофильмы «Вся президентская рать» и «Три дня Кондора».

### Подбор актёров
За три года до «Секретных материалов» Духовны работал в Лос-Анджелесе; сначала он хотел сосредоточиться на художественных фильмах. В 1993 году его менеджер, Мелани Грин, дала ему сценарий пилотного эпизода «Секретных материалов». Грин и Духовны были убеждены, что это хороший сценарий, поэтому он решил пройти кастинг на главную роль. Прослушивание Духовны было «потрясающим», хотя говорил он довольно медленно. В то время как кастинг-директор сериала позитивно воспринял кандидатуру Духовны, Картер посчитал, что Дэвид не особенно умён. Он попросил Духовны, чтобы тот, «пожалуйста», представил себя агентом ФБР в будущих эпизодах. Духовны, однако, оказался одним из самых начитанных людей, которых знал Картер.
Перед премьерой седьмого сезона Духовны подал в суд на компанию 20th Century Fox. Он был расстроен, потому что, по его словам, компания недооценила права на свои собственные филиалы, что стоило ему огромных сумм денег. В конце концов иск был удовлетворён, и Духовны получил компенсацию в размере около 20 миллионов долларов. После урегулирования спора о контракте Духовны перестал принимать постоянное участие в сериале после седьмого сезона. Это ставило под сомнение вероятность восьмого сезона. Картер и большинство фанатов чувствовали, что сериал подошёл к своему естественному концу с уходом Духовны, но было решено, что Малдер будет похищен в конце седьмого сезона и вернётся в 12 эпизодах в следующем году. Затем продюсеры объявили, что Малдера заменит новый персонаж, Джон Доггетт.
На роль Доггетта прослушивались более 100 актёров, но только около 10 из них были рассмотрены серьёзно. В этой десятке были Лу Даймонд Филлипс, Харт Бочнер и Брюс Кэмпбелл. Продюсеры выбрали Роберта Патрика. Картер считал, что сериал может продолжаться ещё десять лет с новыми главными героями, и, соответственно, вступительные титры были переработаны для восьмого и девятого сезона, чтобы подчеркнуть новых персонажей (вместе с Пиледжи, который, наконец, был указан в качестве главного героя). Присутствие Доггетта не дало сериалу повышение рейтингов, на которое надеялись руководители телесети. Эпизод «Этого не может быть» ознаменовался первым появлением Моники Рэес, которую сыграла Гиш, ставшая главным героем в девятом сезоне.

### Съёмки
На ранних этапах создания сериала Картер основал компанию Ten Thirteen Productions и начал планировать съёмку пилотного эпизода в Лос-Анджелесе. Однако, неспособный найти подходящие места для многих сцен, он решил «пойти туда, где хорошие леса», и перенёс производство в Ванкувер.
Съёмки сериала в Ванкувере продолжались в течение первых пяти сезонов; затем, начиная с шестого сезона, производство переместилось в Лос-Анджелес. Сезон закончился в мае 1998 года финальным эпизодом «Конец» в Ванкувере и финальным эпизодом с участием многих первых членов команды, включая режиссёра и продюсера Р. В. Гудвина и его жену Шейлу Ларкен, сыгравшую Маргарет Скалли.

### Вступительная заставка
Вступительная заставка была создана в 1993 году в течение первого сезона и оставалась неизменной, пока Духовны не покинул сериал. Картер стремился сделать заглавие «эффектным вступлением» со «сверхъестественными изображениями». Эти сцены, в частности, включают в себя изображение дублированного на экране прорастающего семени, а также «наполненного ужасом, искривлённого лица». Последнее было создано, когда Картер нашёл видеооператора, который смог создать этот эффект. Заставка была чрезвычайно популярна и получила свою первую премию Эмми за выдающийся графический дизайн и последовательность титров. Рэбвин был особенно доволен заставкой и чувствовал, что это было то, чего «никогда не видели по телевизору раньше». В 2017 году Джеймс Харизма из Paste поместил вступительную заставку сериала на восьмое место в списке 75 лучших телевизионных вступительных заставок всех времён.
Премьера восьмого сезона, «Внутри», включала первое значительное изменение вступительных титров. Наряду с Патриком в заставке использовались новые изображения и обновлённые фотографии Духовны и Андерсон. Картер и продюсерский персонал увидели уход Духовны как шанс изменить ситуацию.
Заставка заканчивается тэглайном «The Truth Is Out There», который использовался для большинства серий.
- Trust No One — «Не доверяй никому» (серия «The Erlenmeyer Flask»)
- Deny Everything — «Всё отрицай» (серия «Ascension»)
- 'éí 'aaníígÓÓ 'áhoot'é' — «Истина далеко отсюда» на языке Навахо (серия «Anasazi»)
- Apology is Policy — «Политика приношения извинений» (серия «731»)
- Everything Dies — «Всё смертно» (серия «Herrenvolk»)
- Deceive Inveigle Obfuscate — «Лгать. Изворачиваться. Вводить в заблуждение», каждое слово отдельным абзацем (серия «Teliko»)
- E pur si muove — «И всё-таки она вертится», фраза Галилео на итальянском (серия «Terma»)
- Believe the Lie — «Поверь лжи» (серия «Gethsemane»)
- All Lies Lead to the Truth — «Вся ложь ведёт к правде» (серия «Redux»)
- Resist or Serve — «Сопротивляйся, или рабствуй» (серия «The Red and the Black»)
- The End — «Конец» (серия «The End»)
- Die Wahrheit ist irgendwo da draußen -«Истина где-то там» на немецком языке (серия «Triangle»)
- In the Big Inning — по звучанию отсылка на «In The Beginning» («В начале»), дословный перевод «С большой подачи» (серия «The Unnatural»)
- Amor Fati — «Любовь к судьбе» на латыни (серия «The Sixth Extinction II: Amor Fati»)
- Believe to Understand — «Поверить, чтобы понять» (серия «Closure»)
- Nothing Important Happened Today — «Сегодня не случилось ничего важного» (серия «Nothing Important Happened Today II»)
- erehT tuO si hturT ehT — «модяр от-едг анитсИ», основной слоган («Истина где-то рядом») в зеркальном написании (серия «4-D»)
- They’re Watching — «Они наблюдают» (серия «Trust No 1»)
- Dio ti ama — «Бог любит тебя» на итальянском (серия «Improbable»)
- This Is The End — «Это конец» (серия «My Struggle II»)
- I Want to Believe/I Want to Lie — «Хочу верить / хочу лгать» (серия «My Struggle III»)
- Accuse Your Enemies of That Which You are Guilty — «Вините врагов своих в том, что сотворили сами» (серия «This»)
- You See What I Want You to See — «Вы увидите лишь то, что захочу я» (серия «Ghouli»)
- A War is Never Over — «У войны нет конца» (серия «Kitten»)
- VGhlIFRydXRoIGlzIE91dCBUaGVyZQ= — «OJjQodCiOJjQndCQINCTOJTQIS3QotCeINCgOK/QINCeOJw=» (серия «Rm9sbG93ZXJz») (The Truth is Out There — «Истина где-то рядом» (серия «Followers») в Base64)
- I Want to be Beautiful — «Я хочу быть красивой» (серия «Nothing Lasts Forever»)
- Salvator Mundi — «Спаситель мира» на латыни (серия «My Struggle IV»)

## Актёры и персонажи
Список персонажей сериала «Секретные материалы»
- Дэвид Духовны — Фокс Малдер — специальный агент ФБР
- Джиллиан Андерсон — Дана Скалли — специальный агент ФБР
- Митч Пиледжи — Уолтер Скиннер — заместитель Директора ФБР
- Роберт Патрик — Джон Доггетт — специальный агент ФБР
- Аннабет Гиш — Моника Рэес (8—11 сезон) — специальный агент ФБР. Она изучала фольклор и мифологию в университете Брауна и получила степень магистра в области религиоведения. Её первым заданием в ФБР была служба в специальной группе по расследованию сатанинских ритуалов. Она давний друг Доггетта и становится его партнёром после ухода Скалли.
- Уильям Б. Дэвис — Курильщик (1—7, 9—11 сезон) — главный антагонист сериала.
- Николас Лиа — Алекс Крайчек (2—9 сезон) — американец русского происхождения, сын иммигрантов холодной войны. Впервые появляется в качестве специального агента ФБР, назначенного в качестве временного партнера Фоксу Малдеру. Крайчек продолжает работать с Малдером и пытается завоевать его доверие. Однако позже становится очевидным, что Крайчек является тайным агентом, работающим на Курильщика.

## Реакция

### Критика и отзывы
«Секретные материалы» получил положительные отзывы от телевизионных критиков, многие называли его одним из лучших сериалов, которые транслировались по американскому телевидению в 1990-х годах. Иэн Баррелл из британской газеты The Independent назвал сериал «одним из величайших культовых шоу на современном телевидении».
Следующие четыре сезона также получили похвалу. Во время показа второго сезона шоу Entertainment Weekly назвала «Секретные материалы» «программой года» в 1994 году, заявив, что „Секретные материалы“ — самый атмосферный фильм на телевидении. Эмили ВанДерВерф из A. V. Club утверждала, что третий сезон сериала был «лучшим сезоном фильма и, возможно, одним из величайших сезонов телесериалов всех времён», отметив, что он был последовательным. Она высоко оценила новые дополнения к серии с мифологией и пришла к выводу, что «многие отдельные эпизоды теперь выглядят как классические».

### Награды и номинации
За всё время трансляции сериал «Секретные материалы» участвовал в 212 номинациях и получил 96 наград. В 1997 году «Секретные материалы» получил премию «Спутник» за лучший телевизионный драматический сериал, а в 1995, 1997, 1999 и 2016 годах — премию «Сатурн» за лучший телесериал, созданный для эфирного телевидения.

### Телевизионные рейтинги
| Сезон | Количество эпизодов | Первый эпизод сезона  | Первый эпизод сезона     | Последний эпизод сезона | Последний эпизод сезона  | Средняя аудитория, млн |
| Сезон | Количество эпизодов | Дата                  | Количество зрителей, млн | Дата                    | Количество зрителей, млн | Средняя аудитория, млн |
| ----- | ------------------- | --------------------- | ------------------------ | ----------------------- | ------------------------ | ---------------------- |
| 1     | 24                  | 10 сентября 1993 года | 12,00                    | 13 мая 1994 года        | 14,00                    | 11,21                  |
| 2     | 25                  | 16 сентября 1994 года | 16,10                    | 19 мая 1995 года        | 16,60                    | 14,50                  |
| 3     | 24                  | 22 сентября 1995 года | 19,94                    | 17 мая 1996 года        | 17,86                    | 15,40                  |
| 4     | 24                  | 4 октября 1996 года   | 21,11                    | 18 мая 1997 года        | 19,85                    | 19,20                  |
| 5     | 20                  | 2 ноября 1997 года    | 27,34                    | 17 мая 1998 года        | 18,76                    | 19,80                  |
| 6     | 22                  | 8 ноября 1998 года    | 20,24                    | 16 мая 1999 года        | 15,86                    | 17,20                  |
| 7     | 22                  | 7 ноября 1999 года    | 17,82                    | 21 мая 2000 года        | 15,26                    | 14,20                  |
| 8     | 21                  | 5 ноября 2000 года    | 15,87                    | 20 мая 2001 года        | 14,00                    | 13,93                  |
| 9     | 20                  | 11 ноября 2001 года   | 10,60                    | 19 мая 2002 года        | 13,25                    | 9,10                   |
| 10    | 6                   | 24 января 2016 года   | 16,19                    | 22 февраля 2016 года    | 7,60                     | 13,60                  |
| 11    | 10                  | 3 января 2018 года    | 5,15                     | 21 марта 2018 года      | 3,43                     | 5,34                   |

### Книги
- Lowry, Brian. The Truth is Out There: The Official Guide to the X-Files (англ.). — Harper Prism, 1995. — ISBN 9780061053306.
- Hurwitz, Matt; Knowles, Chris (2008), The Complete X-Files, Insight Editions, ISBN 9781933784724
- Meisler, Andy. The End and the Beginning: The Official Guide to the X-Files Volume 5 (англ.). — HarperCollins, 2000. — ISBN 9780061075957.
- Delsara, Jan. PopLit, PopCult and The X-Files: A Critical Exploration (англ.). — McFarland, 2000. — ISBN 9780786407897.
- Donaldson, Amy. The Last Temptation of Mulder // The X-Files and Literature: Unweaving the Story, Unraveling the Lie to Find the Truth (англ.) / Yang, Sharon. — Cambridge Scholars Publishing, 2007. — ISBN 9781847182395.
- Duncan, Jody. The Making of The X-Files Movie (неопр.). — HarperPrism, 1998. — ISBN 9780061073168.
- Edwards, Ted. X-Files Confidential (неопр.). — Little, Brown and Company, 1996. — ISBN 9780316218085.
- Gradnitzer, Louisa; Pittson, Todd. X Marks the Spot: On Location with The X-Files (англ.). — Arsenal Pulp Press[англ.], 1999. — ISBN 9781551520667.
- Hurwitz, Matt; Knowles, Chris. The Complete X-Files (неопр.). — Insight Editions, 2008. — ISBN 9781933784724.
- Kessenich, Tom. Examinations: An Unauthorized Look at Seasons 6–9 of "The X-Files" (англ.). — New York, US: Trafford Publishing[англ.], 2002. — ISBN 9781553698128.
- Kowalski, Dean A. Freedom and Worldviews in The X-Files // The Philosophy of The X-files (неопр.). — University Press of Kentucky, 2007. — ISBN 9780813124544.
- Lavery, David. Deny All Knowledge: Reading the X-Files (неопр.). — Syracuse University Press, 1995. — ISBN 9780815604075.
- Lovece, Frank. The X-Files Declassified (неопр.). — Citadel Press[англ.], 1996. — ISBN 9780806517452.
- Lowry, Brian. The Truth is Out There: The Official Guide to the X-Files (англ.). — Harper Prism, 1995. — ISBN 9780061053306.
- Lowry, Brian. Trust No One: The Official Guide to the X-Files (англ.). — Harper Prism, 1996. — ISBN 9780061053535.
- Meehan, Eileen R. Why TV Is Not Our Fault: Television Programming, Viewers and Who's Really in Control (англ.). — Rowman & Littlefield, 2005. — ISBN 9780742524866.
- Meisler, Andy. The End and the Beginning: The Official Guide to the X-Files Volume 5 (англ.). — HarperCollins, 2000. — ISBN 9780061075957.
- Meisler, Andy. Resist or Serve: The Official Guide to The X-Files, Vol. 4 (англ.). — HarperCollins, 1999. — ISBN 9780061073090.
- Meisler, Andy. I Want to Believe: The Official Guide to the X-Files, Vol. 3 (англ.). — Perennial Currents, 1998. — ISBN 9780061053863.
- Niles, Steve; Jones, Adam. The X-Files/30 Days of Night (неопр.). — IDW Publishing, 2010. — ISBN 9781401231781.
- Shapiro, Marc. All Things: The Official Guide to the X-Files Volume 6 (англ.). — Harper Prism, 2001. — ISBN 9780061076114.

### Статьи
- Christy L. Burns, «Erasure: Alienation, Paranoia, and the Loss of Memory in The X-Files», Camera Obscura—45 (Volume 15, Number 3), 2000, pp. 195–224.
- Paul Cantor, «Mainstreaming Paranoia: The X-Files and the Delegitimation of the Nation-State», Gilligan Unbound: Pop Culture in the Age of Globalization (Rowman & Littlefield, 2001), pp. 111–198.
- Eleanor Hersey, «Word-healers and code talkers: Native Americans in The X-Files», Journal of Popular Film and Television, Fall 1998.
- Douglas Kellner, «The X-Files and the Aesthetics and Politics of Postmodern Pop», The Journal of Aesthetics and Art Criticism, Vol. 57, No. 2, Spring 1999, pp. 161–175.
- Mikel J. Koven, «Have I Got a Monster for You: Some Thoughts on the Golem, „The X-Files“ and the Jewish Horror Movie», Folklore, Vol. 111, No. 2, October 2000, pp. 217–230.
- Paul C. Peterson, «Religion in The X-Files», Journal of Media and Religion, Volume 1, Number 3, 2002, pp. 181–196.
- Christine Scodari and Jenna L. Felder, «Creating a pocket universe: 'Shippers', fan fiction, and The X-Files online», Communication Studies, Fall 2000.
- Klaudia Seibel, «'This is not happening': The Multi-layered Ontology of The X-Files», In: Narrating TV Series: Towards an Analysis of Narrative Strategies in Contemporary Television Series, eds. Gaby Allrath and Marion Gymnich (Basingstoke: Palgrave Macmillan, 2005), pp. 114–131.